# Cronologia da Segunda República Brasileira
Esta é uma cronologia da Segunda República Brasileira.

## 1934
- 12 de janeiro: A Universidade de São Paulo (USP) é criada pelo governador de São Paulo, Sales de Oliveira.
- 16 de julho: Promulgada a segunda Constituição republicana.
- 17 de julho: É realizada a eleição presidencial indireta. Getúlio Vargas é eleito presidente da República com 173 votos pela Assembleia Constituinte, derrotando Borges de Medeiros com 59 votos.[1]
- 1 de agosto: Luís Carlos Prestes, que se encontra exilado na Rússia - um dos estados que compõem a União das Repúblicas Socialistas Soviéticas (URSS) - se filia ao Partido Comunista Brasileiro (PCB).
- 7 de outubro: Acontecem as violentas hostilidades entre integralistas e comunistas, na Praça da Sé, em São Paulo.
- 14 de outubro: São realizadas as eleições gerais para governador.

## 1935
- 2 de fevereiro: O Acordo Comercial Brasil-Estados Unidos é assinado.
- 30 de março: A Aliança Nacional Libertadora é lançada no Teatro João Caetano do Rio de Janeiro.
- 4 de abril: A Lei de Segurança Nacional é sancionada.
- 11 de abril: Luís Carlos Prestes chega ao Brasil, acompanhado de Olga Benário, em segredo com passaportes falsos.[2]
- 23 a 25 de novembro: Deflagrada a Intentona Comunista, em Natal.
- 25 de novembro: Deflagrada a Intentona Comunista, em Recife.
- 25 de novembro: O Estado de Sítio é aprovado pelo Congresso Nacional.[3]
- 27 de novembro: Deflagrada a Intentona Comunista, no Rio de Janeiro.

## 1936
- 10 de janeiro: Criada a Comissão Nacional de Repressão ao Comunismo.
- 5 de março: Luís Carlos Prestes é preso juntamente com Olga Benário no Rio de Janeiro e interrogado pela primeira vez.
- 21 de março: O Congresso Nacional aprova o Estado de Guerra.[4]
- 29 de maio: Criado o Instituto Brasileiro de Geografia e Estatística (IBGE) com o nome antigo Instituto Nacional de Estatística.
- 18 de outubro: Olga Benário, grávida de oito meses, é deportada para a Alemanha.
- 11 de setembro: Criado o Tribunal de Segurança Nacional (TSN), destinado ao julgamento sumário dos suspeitos de subversão.
- 24 de outubro: Instalado o Tribunal de Segurança Nacional.
- 27 de outubro: São condenadas 75 pessoas.
- 27 de novembro: Nasce Anita Leocádia Prestes, filha de Luís Carlos Prestes e Olga Benário na prisão feminina nazista de Barnimstrasse, Alemanha.
- 05 de dezembro: O general-de-divisão Eurico Gaspar Dutra é nomeado ministro da Guerra.

## 1937
- 15 de março: É decretada intervenção federal no estado do Rio de Janeiro.
- 7 de maio: Luís Carlos Prestes é condenado a 38 anos de prisão.
- 11 de agosto: Realiza-se o 1º Congresso Nacional dos Estudantes, no qual é fundada a União Nacional dos Estudantes (UNE).
- 30 de setembro: O Plano Cohen é divulgado pelo presidente Getúlio Vargas e pelo ministro da Guerra, Eurico Gaspar Dutra.
- 14 de outubro: Criado o Estatuto da Mulher.